# Frantz Bergs
Frantz Bergs, född cirka 1697, död 1787, var en svensk guldsmed och juvelerare.
Frantz Bergs anses vara den svenska rokokons främsta juvelerare. Han var hovjuvelerare från 1742. Han är känd för sina ciselerade dosor, urboetter och flakonger i flerfärgat guld med emaljinläggningar. Han gjorde också ändringar och nytillverkningar av regalierna till Adolf Fredriks kröning 1751. Bergs finns representerad vid Nationalmuseum i Stockholm och Victoria and Albert Museum i London.
Han var far till silversmeden Julius Marianus Bergs (1741–1804).

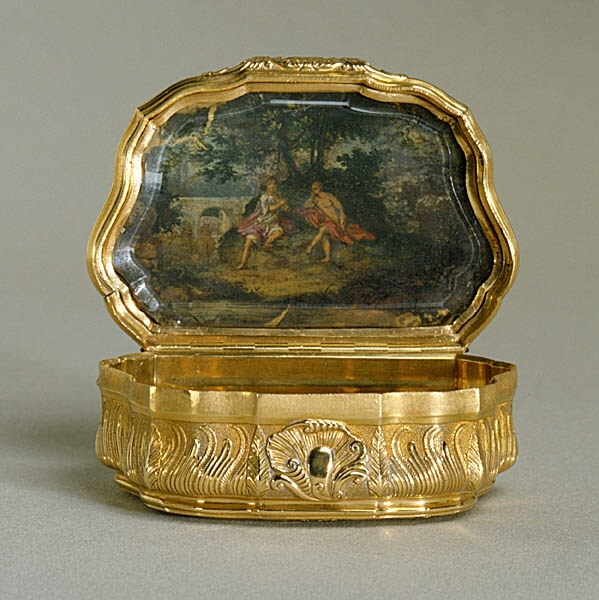
Snäckformad dosa i guld (höjd 22 mm, längd 65 mm, bredd 45 mm). Troligen från 1750-talet
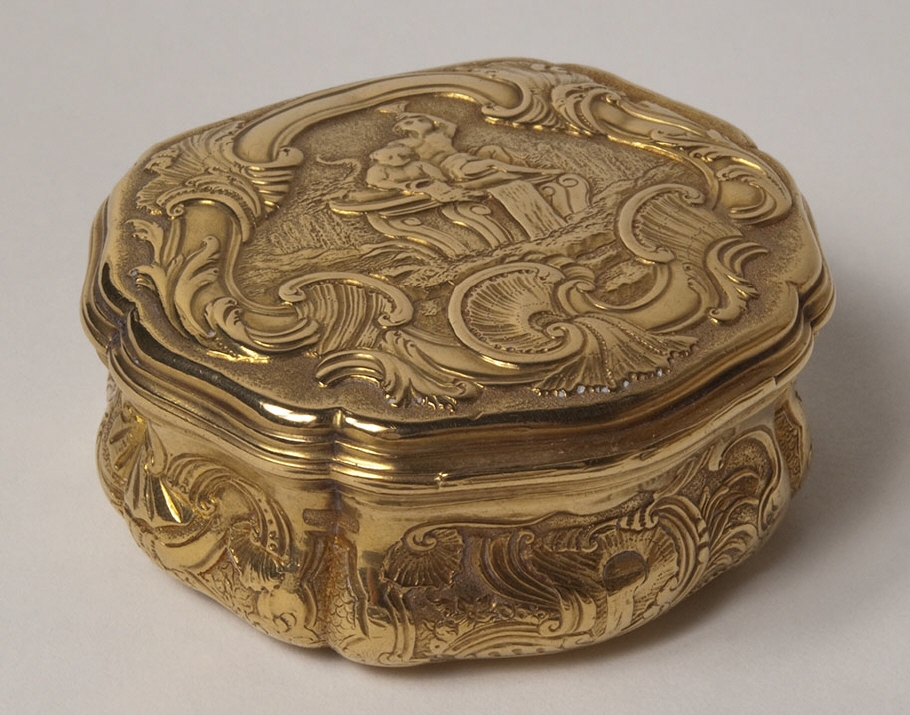
Snusdosa i guld (höjd 24 mm, längd 57 mm, bredd 48 mm).